# Степанцов, Вадим Юрьевич
Вади́м Ю́рьевич Степанцо́в (род. 9 сентября 1960, Узловая, Тульская область) — российский поэт, автор песен, певец, музыкант и актёр. Создатель Ордена куртуазных маньеристов и музыкальной группы «Бахыт-Компот». Автор текстов для групп «Браво» («Король Оранжевое лето», «Добрый вечер, Москва», «Жар-птица»), «На-На» и «Тату».

## Биография

### Ранние годы
Родился 9 сентября 1960 года в семье технических интеллигентов, окончивших Тульский горный институт.
Данные о месте рождения противоречивы. Официальный сайт Степанцова сообщает, что он родился в Туле. Однако в других источниках, в том числе в интервью, местом рождения назван город Узловая Тульской области (47 км к юго-востоку от Тулы). В 2016 году в программе «Соль» Захара Прилепина Степанцов заявил, что родился в Донецке (тогда Сталино), но сразу же после рождения был увезён в Тулу.
Мать — украинка, до замужества носившая распространённую в Запорожье фамилию Вертепа. Со слов самого Степанцова известно, что его дед с отцовской стороны принимал участие в раскулачивании на Смоленщине, позже стал главным редактором смоленской партийной газеты, в конце 1930-х годов был репрессирован.
Первые поэтические опыты приходятся на возраст семи лет:
Материнское тепло как второе солнце.

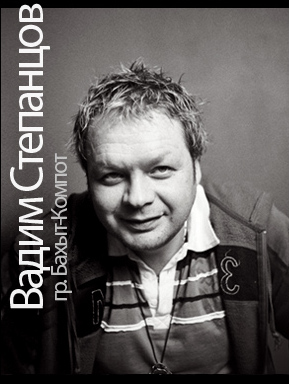
_{Плакат первой экспозиции «В РОЛИ СЕБЯ»}

Материнское тепло делает потомцев.
Есть в Африке деревья — баобаб, он сильный и могучий.

И в Африке, я думаю, считают так — что он, он самый лучший.
Учился в Узловской средней школе № 22, неподалёку от типовой блочной пятиэтажки по адресу улица Гагарина, 43, в которой жила семья. По окончании школы Степанцов намеревался поступить на географический факультет МГУ, однако по дороге в Москву ему встретилась сестра школьного приятеля, убедившая юношу сдать документы в Московский технологический институт мясной и молочной промышленности. Степанцов окончил три курса этого учебного заведения, проходил практику на Микояновском мясокомбинате и впоследствии неоднократно отмечал в интервью, что в истории литературы лишь два человека учились на инженера-технолога мясомолочной промышленности: он и Джером Сэлинджер.
Покинув институт, был призван на срочную службу в полк связи войск КГБ в подмосковной Малаховке. После конфликта со старослужащими самовольно оставил часть, но уже на вторые сутки был задержан и направлен на обследование в московскую психиатрическую клинику № 15, откуда вышел через четыре месяца с диагнозом «психопатия». По словам Степанцова, в этой истории сыграл свою роль и тот факт, что в его тумбочке были найдены брошюры «Истина и пути её познания» и «Христианский экуменизм: вчера и сегодня».
По возвращении в Узловую диагноз помешал устроиться на местный химический завод. Работал грузчиком, слесарем-сантехником, вырубщиком жёстких кожизделий.
В 1983 году Степанцов с третьего раза прошёл творческий конкурс, сдал экзамены и поступил в Литературный институт на семинар Льва Ошанина. Жил в общежитии Литинститута на улице Добролюбова, 9/11. В середине 1980-х Степанцов знакомится с Евгением Хавтаном и пишет для группы «Браво» тексты нескольких песен, в том числе и главный хит «Король Оранжевое лето». Первая поэтическая публикация при участии Риммы Казаковой состоялась в альманахе «Поэзия». Стихотворение «Деньги» было опубликовано под коллективным псевдонимом Ефим Самоварщиков.
Деньги имеют способность куда-то деваться.

Деньги в стремлении смыться, похожи на птиц.

Эдак бывает, уцепишь пучок ассигнаций,

Глядь — разлетелись на книги, вино и девиц…
Затем «Литературная учёба» публикует стихотворение «Молодой иностранец в красивой машине». В 1988 и 1989 годах у Степанцова две громкие публикации — выходивший в то время многомиллионным тиражом журнал «Новый мир» печатает его подборки в 3-м и 12-м номерах: два и одно стихотворение соответственно. Он стремительно входит в число наиболее известных молодых поэтов.
В 1988 году Степанцов с отличием окончил Литинститут.
22 декабря 1988 года вместе с Виктором Пеленягрэ подписал манифест, возвестивший о создании Ордена куртуазных маньеристов. Великий магистр Ордена. В 1989 году Вадим Степанцов и Константэн Григорьев создали, по их выражению, вандал-рок-банду «Бахыт-Компот», первыми известными песнями которой стали «Девушка по имени Бибигуль», «Анархистка» и «Пьяная помятая пионервожатая». В 1990 году вышел первый альбом группы — «Кисло». Музыканты выступали с концертами в клубах, причём зачастую гонораром служил ящик пива. Последний альбом «Бахыт-Компота» — «Полигимния», Warner Music Russia, 2014.
В 1990 году Степанцовым написан авантюрный роман о похождениях маньеристов «Отстойник вечности» (первая часть опубликована в «Юности» № 4—5, 1992).
Член Союза российских писателей с 1991 года.
Степанцов также является участником групп «Бедлам-Капелла» и «Sex Itals».

### Общественная позиция
Степанцов придерживается прогосударственных взглядов. В 2001 году выступал с критикой методов работы телеканала НТВ 1990-х и начала 2000-х годов, осуждал Владимира Гусинского и коллектив его телекомпании за прочеченскую позицию при освещении обеих российско-чеченских войн, что также отчасти нашло отражение в тексте «История с гимном». В своих интервью и текстах 2010-х годов он неоднократно высказывался против протестных выступлений россиян 2011—2013 годов, Евромайдана и украинской политики после 2014 года.
4 декабря 2013 года поддержал «Евромайдан», исполнив со своими музыкантами несколько композиций в Киеве перед митингующими на Майдане Незалежности (площади Независимости), число которых правоохранительные органы Киева оценили в десять тысяч человек. По оценкам самого Степанцова, присутствовали «около полумиллиона человек». Среди зрителей во время выступления Степанцова был министр иностранных дел Германии Гидо Вестервелле, Арсений Яценюк и Виталий Кличко. Позже Степанцов объяснил своё решение выступить перед участниками «майдана» ошибочным заблуждением, что это своего рода повторение «оранжевого майдана» 2004 года, носившего более мирный характер.

Ещё только-только было всё, думалось, что это повторение «оранжевого» майдана. Ну, хотелось в это верить. Если бы я знал, что такой кровью всё обернётся в 2014—15 годах, наверное, я бы отказался от участия.

Подписал открытое письмо в «Литературной газете» в поддержку вторжения России на Украину. 19 октября 2022 года был внесён в санкционный список Украины, так как «выразил свою поддержку российским оккупантам и жестокой войне РФ против Украины, выступил в байк-центре всероссийского мотоклуба „Ночные волки“ на концерте в поддержку российской армии».

### Семья
Разведён, дочь Ольга (род. 2000). Брат — переводчик Пётр Степанцов (род. 1967).

## Кино

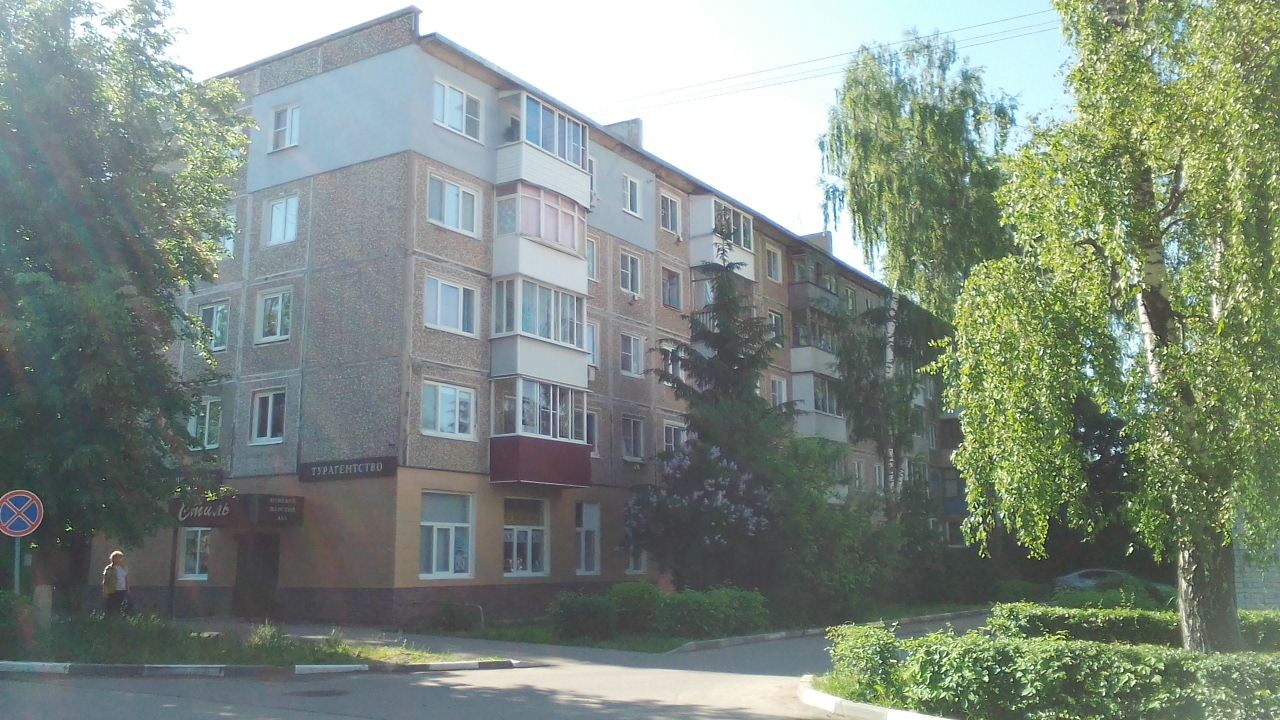
Узловая, ул. Гагарина, 43 — дом, в котором вырос Степанцов

- 1992 — «За брызгами алмазных струй»
- 1994 — «Музыка для декабря» — роль второго плана
- 1999 — «Кому я должен — всем прощаю» — музыкант в подземном переходе
- 2000 — «Редакция»
- 2001 — «Женское счастье»
- 2003 — «На углу у Патриарших-3» — эпизод
- 2008 — ГИБДД и т. д. — эпизод
- 2020 — «Обитель» — гость начальника лагеря на боксёрском поединке

## Награды
- 1996 — «Овация» в номинации «поэт-песенник»
- 2000 — «Серебряная калоша» в номинации «Я вас любил» за стихотворение «История с гимном»

## Факты
- Среди своих коллег и поклонников имеет прозвище «сын Юрия Антонова»[24]. В середине 1990-х в музыкальной прессе муссировались слухи, поддерживаемые самим Степанцовым, что он является внебрачным сыном Юрия Антонова. Этому способствовала невероятная схожесть с молодым Антоновым, а также отчество Степанцова, хотя Антонов старше Степанцова всего лишь на 15 лет.
- По собственному признанию, подростком онанировал на журнальную фотографию гимнастки Нелли Ким[25].
- Допивался до белой горячки, лечился от алкоголизма в штате Мэриленд, США[26] в реабилитационном центре Ассоциации анонимных алкоголиков[27].
- В январе 1990 года после исполнения на фестивале «Рок-акустика» в Череповце песен, содержавших ненормативную лексику, был препровождён в местное отделение милиции[28].
- Душевнобольная мать музыканта повесилась в 1994 году. Похоронена на кладбище в Узловой, о котором Степанцов впоследствии написал песню «Кладбищенская клубника».
- В 1995 году баллотировался в Государственную думу от Партии любителей пива (фракция непьющих) по Чукотско-Корякскому избирательному округу. Занял второе место.
- 17 января 2004 года Степанцов был увезён с собственного выступления в институт имени Склифосовского после того, как одна из зрительниц запустила ему в голову бутылкой[11].
- Как приглашённый вокалист принял участие в записи песни «Рок-н-ролл надувает наши паруса» группы «Тринадцатое Созвездие».
- В феврале 2008 года столичная квартира Степанцова на Гавриковой улице была обворована. Из холодильника похищено 300 тысяч рублей, отложенных на съёмку клипа на песню «Пьяная помятая пионервожатая»[29]. В октябре 2010 года музыкант вновь столкнулся с криминалом — из его автомобиля были украдены вещи и только что сведённая песня «Уберите Петра!»[30]